# Цехомский, Николай Викторович
Николай Викторович Цехомский (род. 21 марта 1974, Ленинград) —  финансист и топ-менеджер. Специализируется на трансформации бизнеса, оптимизации структуры финансирования, управлении инвестициями и рисками, работе с широким спектром частных и государственных инвесторов, проектном финансировании. Возглавлял финансовые департаменты МТС, банков «Ренессанс Капитал» и ВТБ; занимал пост председателя правления «Барклайс банка», был старшим вице-президентом и членом правления Сбербанка России. Действующий первый заместитель председателя – член правления государственной корпорации ВЭБ.РФ.

## Биография

### Образование, начало карьеры
Николай Цехомский родился в Ленинграде 21 марта 1974 года. В 1995 году окончил Государственной инженерно-экономическую академию по специальности «Менеджмент», в 1996 году — по специальности «Экономика и управление в машиностроении». На старших курсах возглавлял петербургский региональный комитет международной студенческой ассоциации AIESEC. В 1999 году после окончания аспирантуры получил степень кандидата экономических наук.
Проходил обучение по программе COL в INSEAD (Франция) и YPO-HBS в Harvard Business School (США). Совместно с топ-менеджментом Сбербанка обучался в Stanford University. Преподавал в Корпоративном университете Сбербанка на программе «Лидеры учат лидеров», выступает с открытыми лекциями в МГИМО, ВШЭ, РАНХиГС, РЭШ и других вузах РФ.
Карьера Цехомского началась в 1995 году в петербургском офисе аудиторской компании Ernst & Young. Проработав два года в должности экономиста и экономиста-аудитора, он перешёл в лондонский офис на позицию старшего аудитора. В августе 1998 года Цехомский вернулся в Россию на пост финансового контролёра и главного бухгалтера московского представительства американского инвестиционного банка Brunswick UBS Warburg. Впоследствии сохранил должность, несмотря на сокращение 250 из 300 сотрудников, последовавшее за дефолтом и экономическим кризисом 1998 года.
В 1999 году Цехомский принял приглашение Стивена Дженнингса и перешёл в принадлежащий тому инвестиционный банк «Ренессанс Капитал» на позицию финансового директора. Занимался реструктуризацией пострадавшего от кризиса «Ренессанса» и отладкой бизнес-процессов.

### МТС
В сентябре 2002 года Цехомский перешёл на аналогичную должность в структуре телекоммуникационного оператора «Мобильные ТелеСистемы», а в июле следующего года получил повышение до вице-президента по финансам и инвестициям. Его задачей стало преодоление раздробленности бизнеса, возникшей за счёт поглощения других участников рынка: в приобретённых МТС региональных компаниях оставался свой менеджмент, сохранялись стандарты и системы отчётности, отличные от принятых в головной компании.
По инициативе Цехомского была изменена организационная структура финансового департамента; филиальная сеть оператора была разделена на 10 условных частей с подотчётными Цехомскому финансовыми директорами, ответственными за стандартизацию и подготовку отчётности по регионам.
Кроме того, Цехомский входил в наблюдательный совет дочерней компании МТС «Украинская Мобильная Связь», занимался организацией нескольких выпусков еврооблигаций МТС, курировал отчётность публичной компании перед регулирующими органами в Соединённых Штатах и Великобритании (акции МТС торговались на Нью-Йоркской и Лондонской фондовой биржах) и участвовал в подготовке первичного публичного предложения основного акционера компании — АФК «Система».

### ВТБ
Назначение Цехомского на пост старшего вице-президента и финансового директора  Внешторгбанка в октябре 2005 года прошло в рамках подготовки банка к частичной приватизации через IPO после отказов от планов привлечения стратегического инвестора (в качестве которого рассматривались Европейский банк реконструкции и развития, Deutsche Bank и Mediobanca). В финансовом учреждении Цехомский также занимался разработкой опционной программы, входил в наблюдательный совет принадлежащих ВТБ Промышленно-строительного банка Санкт-Петербурга, киевского АКБ «Мрия» (поле IPO включённых в состав ВТБ в статусе филиалов — Банка ВТБ Северо-Запад и ВТБ Банка Украина соответственно) и банка ВТБ 24.
Размещение было проведено в мае 2007 года на Московской межбанковской валютной бирже и Лондонской фондовой бирже, организаторами выступили Citigroup, Deutsche Bank и «Ренессанс Капитал». IPO, в ходе которого банк привлёк 8 миллиардов долларов за 22,5 % акций, включая 1,5 миллиарда от 131 тысячи частных инвесторов в России, стало самым массовым в истории национального фондового рынка и крупнейшими банковским размещением в Европе. Участники рынка, в частности президент «Ренессанс Капитала» Рубен Аганбегян, отмечали, что IPO крупного банка было большим профессиональным успехом Цехомского как финансиста.

### Барклайс Банк
«Барклайс Банк» был создан весной 2008 года на основе приобретённого финансовой группой «Экспобанка» и стал второй попыткой Barclays открыть в России коммерческий банк (первая завершилась провалом и убытками в 250 миллионов фунтов стерлингов в 1998 году). На момент покупки «Экспобанк» занимал 77 место в стране по размеру капитала с 30,7 миллиардами рублей, но за кризисные 2008—2009 годы его активы уменьшились на 48 %, а сам банк опустился на 127 место. К октябрю 2009 года доля просроченной задолженности в корпоративном портфеле достигла 30 %, в розничном — 14 %, в 2009 году Barclays вложил в докапитализацию банка 4,3 миллиарда рублей.
С осени 2008 года финансовая группа искала опытного топ-менеджера для руководства дочерним банком, а переговоры с Цехомским ещё весной 2009 года начал руководитель направления ритейла и корпоративного бизнеса британского банка Фритс Сиггерс. В ноябре 2009 года Цехомский перешёл на работу в «Барклайс Банк», тогда же было принято решение в пользу развития розничного бизнеса. Летом 2010 года Цехомский представил новую стратегию, ограничивающую географию работы Москвой и Санкт-Петербургом и сосредоточенную на ипотечных продуктах, развитии корпоративного и розничного кредитования, обслуживании корпораций и состоятельных частных лиц.
Несмотря на повышение финансовых показателей «Барклайс Банка», в конце 2010 года Цехомский сам выступил с предложением о продаже банка, которое совпало с изменением стратегии Barclays в пользу отказа от рискованных и неперспективных активов. В феврале 2011 года финансовая группа официально сообщила о поиске покупателя. В октябре 2011 года банк перешёл в собственность группы инвесторов во главе с банкиром Игорем Кимом, совладельцем банка «Восточный экспресс» и МДМ Банка. В декабре он сменил Цехомского на посту председателя правления.

### Сбербанк
В ноябре 2012 года стало известно, что в результате первых за два года кадровых перестановок внутри руководства Сбербанка России Цехомский возглавит финансовый департамент. Вскоре он заступил на должность советника президента банка Германа Грефа, а в январе занял пост вице-президента и директора по финансам и вошёл в состав правления. В июле 2014 года Цехомский стал одним из трёх старших вице-президентов Сбербанка.
Под руководством Цехомского в организации реализована стратегическая Программа по внедрению системы управления расходами банка «Умные расходы». По результатам трехлетней Программы к 2016 разработаны принципиально новые процессы управления расходами банка, позволившие достичь эффекта от оптимизации более 100 млрд рублей.
10 ноября 2016 года на 175-летии Сбербанка был удостоен награды «Серебряный знак».

### ВЭБ.РФ
Вслед за заместителем Германа Грефа Сергеем Горьковым, назначенным новым главой ВЭБ.РФ в феврале 2016 года, Цехомский перешёл в ВЭБ на пост советника. В дальнейшем Цехомский был назначен первым заместителем председателя правления.
Николай Цехомский – один из соавторов стратегии ВЭБ.РФ, которая развивает партнёрскую модель взаимоотношений и сфокусирована на максимизации эффекта от инвестиций, а не на росте кредитного портфеля группы.
В ВЭБ.РФ Николай Цехомский курировал блок «Финансы и развитие», в который входило более десяти подразделений, в том числе экономика и финансы, риски, казначейство, направление международных рынков капитала и работы с инвесторами. 14 июля 2016 года под его руководством ВЭБ провел рекордное размещение облигаций, номинированных в долларах США с расчетами в рублях. Спрос на облигации составил более $1 млрд, в связи с чем было принято решение увеличить объём выпуска вдвое – с $300 млн до $600 млн.
С приходом в государственную корпорацию развития Игоря Шувалова  Николай Цехомский возглавил инвестиционный бизнес. За период с конца 2018 и 2019 годы  под его руководством был запущен механизм Фабрики проектного финансирования , открыто финансирование по ряду крупных сделок в сфере газохимии (Куйбышевазот, Щекиноазот) и металлургии. Синдицированная сделка по финансированию строительства горно-металлургического комбината «Удокан» получила награду как «Лучшая сделка на рынке синдикаций РФ» премии Loans Cbonds Awards в 2019 году.
Запущен аэропорт Хабаровска. Открыто финансирование по ряду проектов строительства судов на верфи «Звезда», способных осуществлять навигацию в северных широтах. Одобрены наблюдательным советом ВЭБ.РФ сделки по финансированию строительства 4-го участка ЦКАД, созданию системы маркировки и прослеживания товаров "Честный ЗНАК". Проект по созданию системы маркировки и прослеживания товаров «Честный ЗНАК» был удостоен премии «РОСИНФРА-2019» в номинации "ГЧП-сделка года", награждение прошло в рамках VII Инфраструктурного конгресса «Российской недели ГЧП 2020».
Реализованы экспортные поставки продукции российского машиностроения в более чем 12 стран: поставка вагонов для ташкентского метрополитена (Узбекистан), поставка вагонов в Казахстан, поставка оборудования для модернизации электростанций в ряде стран СНГ.

### Прочее
В декабре 2009 года Цехомский бьл включён в резерв управленческих кадров, находившихся под патронажем действовавшего президента России Дмитрия Медведева.
С декабря 2019 является членом Комитета по инвестиционной политике, институтам развития и экспортной поддержке и председателем Подкомитета РСПП по институтам развития.
C апреля 2022 года является профессором Кафедры теории и практики взаимодействия бизнеса и власти НИУ ВШЭ.

## Признание
Цехомский неоднократно занимал высокие места во всероссийских рейтингах управленцев, составленных Ассоциацией менеджеров России. В 2005 году реструктуризация активов МТС принесла ему 5 место в списке 200 лучших финансовых директоров. Вместе с первым местом в рейтинге 2008 года он получил премию «Аристос», ежегодно вручаемую Ассоциацией и издательским домом «Коммерсантъ». Год спустя он занял первое место в категории финансовых директоров коммерческих банков. После перехода в «Барклайс банк» Цехомский занял 10 место в рейтинге руководителей коммерческих банков 2010 года. Интервью с ним также вошло в книгу «Время. Дела. Люди. 2005—2014: Лучшие из ТОП-1000 российских менеджеров», подготовленную Ассоциацией менеджеров России и проектом «Сноб» и изданную «Альпиной Паблишер» в сентябре 2015 года.
В 2008 году - лауреат Премии «Топ-1000 российских менеджеров» в номинации «Лучший финансист». Кроме того, в 2008 году Цехомский был включён в составленный журналом «Финанс» рейтинг «33 перца», объединяющий успешных предпринимателей и руководителей в возрасте до 33 лет. В 2012 году он вошёл в жюри отраслевой премии для финансовых руководителей «Russian CFO Awards», организованной Институтом Адама Смита.

## Награды
Благодарность Правительства РФ (26 апреля, 2018 года) – за большой вклад в развитие отечественной финансово-банковской системы.
Медаль Столыпина П. А. II степени (13 декабря, 2019 года) — за заслуги в финансово-банковской деятельности, направленной на решение стратегических задач социально-экономического развития страны.

## Личная жизнь
Цехомский занимается благотворительной деятельностью. Он был донором и членом попечительского совета благотворительного фонда помощи детям «Тёплый дом», входил в совет директоров благотворительного фонда «Дорога вместе», был спонсором художественного центра для детей-сирот «Дети Марии» и некоммерческого образовательного проекта UWC Dilijan, совместно учреждённого армянскими и британскими благотворительными фондами. Регулярно поддерживает и принимает участие в активностях благотворительного фонда помощи пожилым людям и инвалидам «Старость в радость».